# 獻辭
书籍中的献辞（或献词），一般是在书籍的前页中或乐谱等其他形式作品的标题附近，以独立的一个部分作为献辞页，专门用来表达对特定个人的感谢、致敬、致意等情感，内容主要包含以「献给某某」为主体的语句。

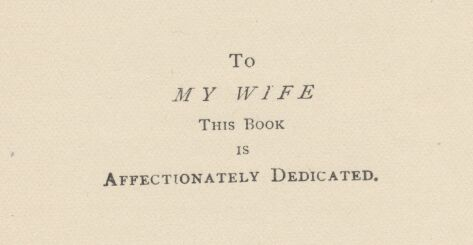
马克·吐温在《汤姆·索亚历险记》中的献辞

## 使用
献词页通常设置在扉页后的右页，基于其重要性，作者可以用一行或多行的排版空间来书写献辞。有的作者会让献辞融入前页的其它部分，如以长篇的寄语或序言来同时充当献辞的功用。
现时书籍中的献辞多简短，其中常会感谢作者自己的合作者、同僚、家人、朋友以及其他带给作者灵感或帮助的人。献辞最根本的目的在于表达感谢之情，多数作者书写献辞来特别表明有一个或数个人为书籍的创作过程带来了启发，或是在创作过程中给予了支持与帮助。有的作者会写下献给亲人、爱人的献辞，从而致意与其度过的时光；也有的会写下对启发了写书动机的某种观点主张或其提出者的感谢。